# Milena Hübschmannová

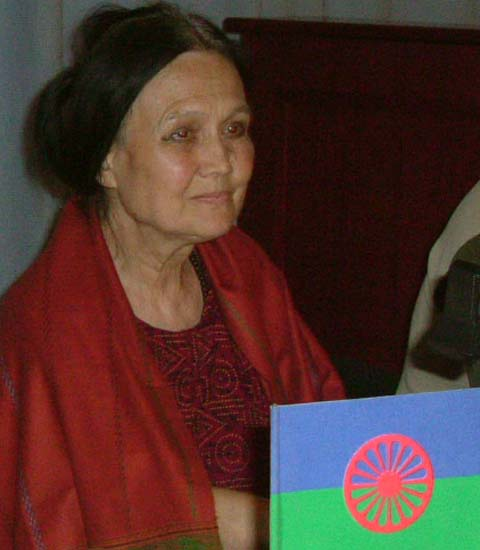
Milena Hübschmannová 2004

Milena Hübschmannová (geb. 10. Juni 1933 in Prag; gest. 8. September 2005 in Kameeldrift, Pretoria, Südafrika) war eine tschechische Indologin und Begründerin der tschechischen Romistik.

## Leben
Hübschmannová stammte aus einer Prager Mittelschichtfamilie. Sie studierte von 1951 bis 1956 Hindi, Urdu und Bengali an der Karls-Universität in Prag und setzte sich schon früh mit der Kultur und Sprache der tschechischen und slowakischen Roma auseinander. Während des Studiums lernte sie durch ihre Aufenthalte in Familien in einigen Romasiedlungen in der Slowakei Romani, die Sprache und Kultur der tschechoslowakischen Roma. Sie führte Feldforschungen in der Ostslowakei und Nordböhmen durch und hielt die Romasprache und ihre unterschiedlichen Dialekte, zahlreiche Märchen und Lieder auf Tonband und in Notizen fest. Ihr Audioarchiv beinhaltet alleine 330 Tonbänder und 180 Tonbandkassetten aus den Jahren 1966 bis 1990. Unter anderem lebte sie fast ein Jahr in der slowakischen Roma-Siedlung in Rakúsy, wo sie in einer Kinderkrippe als Lehrerin arbeitete.
Während ihrer Forschungen entdeckte sie Wortverwandtschaften zwischen Hindi und Romani. 1959 unternahm sie ihre erste Reise nach Indien, die sie 1969, 1990 und 1998 wiederholte.  Weitere Aufnahmen aus Bulgarien und Rumänien (1980), Griechenland und der Türkei (1986) sowie der indischen Dom aus Rajasthan, Gujarat und Neu-Delhi kamen hinzu. Schon zu Zeiten der kommunistischen Regierung in der Tschechoslowakei setzte sie sich für die Interessen der Roma ein und lehrte die damals nicht anerkannte Sprache Romani.
Während des Prager Frühlings beteiligte sie sich an der Gründung des Svaz Cikánů-Romů (Verband der Zigeuner-Roma) und unterstützte die Rom-Schriftsteller. Während der Zeit der sogenannten Normalisierung in den 1970er Jahren wurden viele Bemühungen Hübschmannovás zurückgenommen: Der Roma-Verein wie auch eine Forschungsgruppe in der Tschechoslowakischen Akademie der Wissenschaften wurden aufgelöst, Hübschmannová selbst fand in der Zeit 1975 bis 1982 als unerwünschte Person keine Anstellung. 1991 gründete sie  am Indologischen Institut der Philosophischen Fakultät der Karls-Universität das Fach Romistik und habilitierte selber dort 2000 – somit etablierte sie die Romistik zum ersten Mal in der Tschechoslowakei als ein wissenschaftliches Universitätsfach. Sie leitete die Abteilung bis zu ihrem Tod. Sie war 1994 Mitbegründerin und danach Mitherausgeberin (bis 2005) der Zeitschrift Romano džaniben, des einzigen Fachperiodikums für Romistik in Tschechien.
Sie starb bei einem Verkehrsunfall in der Nähe von Kameeldrift in Südafrika. Sie hinterließ eine Tochter.

## Schaffen und Rezeption
Hübschmannová gilt als Begründerin der Romistik in der Tschechoslowakei. Aber auch außerhalb universitärer Zusammenhänge setzte sie sich für eine Verständigung zwischen Tschechen und Roma ein. „Milena Hübschmannova ist es nicht nur gelungen, sich in die Rolle der Roma hineinzuversetzen, sondern sie hat sie, wo es ging, in ihrem Selbstverständnis bestärkt und nach Kräften unterstützt. Für eine ganze Generation tschechischer Romistik-Studenten war sie unumstrittenes Vorbild und Leitfigur.“. Hübschmanovás Engagement für die Kultur, Rechte und Sprache der Roma geschah in einer Zeit, als das kommunistische Regime die Existenz und die Spezifika der Ethnie Roma in der Tschechoslowakei negierte; die „rückständigen“ Roma sollten durch eine Assimilation in die Gesellschaft integriert werden, was einen radikalen Wandel in ihren Gewohnheiten bedeutete und ihre Sprache und Kultur benachteiligte – all dies wurde 1958 im Gesetz 74/1958 Sb. verankert.

Zusammen mit dem deutschen Orientalisten Heinz Mode gab sie 1983 bis 1985 eine vierbändige Märchen-Anthologie unter dem Titel Zigeunermärchen aus aller Welt in deutscher Sprache heraus. Die Herausgeber betonen in der Einleitung, dass sie den Titel Rom-Märchen bevorzugt hätten, da die Bezeichnung Zigeuner eine Fremdbezeichnung sei. Die Sammlung enthält 279 Märchen mit umfangreichen Kommentaren, Worterklärungen, Typenverzeichnis und Bibliographie. Aufgrund der relativ späten Aufzeichnung der Märchen bis in die 1970er Jahre hinein, enthalten sie zahlreiche Modernismen. Damit ist in der Märchenforschung das Vorkommen von Begriffen aus jüngerer Zeit gemeint, wie zum Beispiel „Bikini“, „Sozialarbeiter“, „Pass“, „Ultraschall“. Wie aktuell das Märchenerzählen für die Roma noch war, wird in ihrem Bericht über die Begegnung mit Bauarbeitern 1970 in Prag erkennbar: 

„Im zweiten Stock jenes Hauses, in das mich der Rom geführt hatte, öffnete er eine der vielen Türen, und wir betraten einen Schlafraum. Im dichten Nebel der Rauchwolken konnte ich allmählich mehr als fünfzig Männer erkennen. Sie saßen auf Stühlen und Sesseln, auf Betten und Nachttischchen, auf dem Fußboden und dem Tisch. Zwei Männer saßen sogar oben auf dem Schrank. Zwischen sechzehn und sechzig Jahren war jede Altersstufe vertreten. Alle blickten wie gebannt auf einen untersetzten Mann, der schrie und flüsterte, der ein Schwert ergriff – das gar nicht vorhanden war – der weinte und lachte und sich gegen die Brust schlug, sich die Haare raufte. Dieser Mann erzählte ein Rom-Märchen.“

Hübschmannová ist Autorin eines Wörterbuchs Romani-Tschechisch.

## Auszeichnungen
Hübschmannová erhielt zahlreiche Auszeichnungen und Würdigungen, unter anderem:
- 1994 erhielt sie von der Bürgerrechtsbewegung Charta 77 den „Preis von František Kriegel“
- 1998 wurde sie mit zwei Diplomen der Roma-Bürgerinitiative für ihre Tätigkeit im Bereich der Bildung und Kultur der Roma ausgezeichnet
- Ein weiteres Diplom erhielt sie anlässlich des 5. Internationalen Kongresses der Romani Union in Prag 2000
- 2002 und 2003 wurde sie durch Staatspräsident Václav Havel mit der Verdienstmedaille der Tschechischen Republik (Medaile Za zásluhy) in der I. Stufe sowie der III. Stufe ausgezeichnet, übergeben durch das Bildungsministerium der Tschechischen Republik, beide für ihre Verdienste für die Erhaltung und Entwicklung der Roma-Sprache und -Kultur

## Veröffentlichungen
Außer ihren Märchensammlungen hat Hübschmannová verschiedene Arbeiten zur Sprache der Roma veröffentlicht, unter anderem das erste Wörterbuch Romani-Tschechisch (1991), Studien und Materialsammlungen zur Sprache der Roma selber (Grundlagen der Romani, Lehrmaterial der Sprache), ferner dann allerdings auch soziologisch-politische Studien zur Frage der Roma usw. Sie arbeitete ebenfalls als Übersetzerin in und aus Hindi, Bengali und Romani.
Veröffentlichungen in deutscher Sprache
- mit Heinz Mode: Zigeunermärchen aus aller Welt. Bände I bis IV, Insel-Verlag Leipzig, 1983–85; 1991 auch im Insel-Verlag Frankfurt
- Janitschek im Räuberschloss. Märchen slowakischer Rom. Der Kinderbuchverlag, Berlin 1983.
- als Herausgeberin: Ruda Dzurko: Ich bin wieder Mensch geworden. Bilder und Geschichten eines Rom. Gustav Kiepenheuer Verlag, Leipzig und Weimar, 1990.